# James F. Glynn

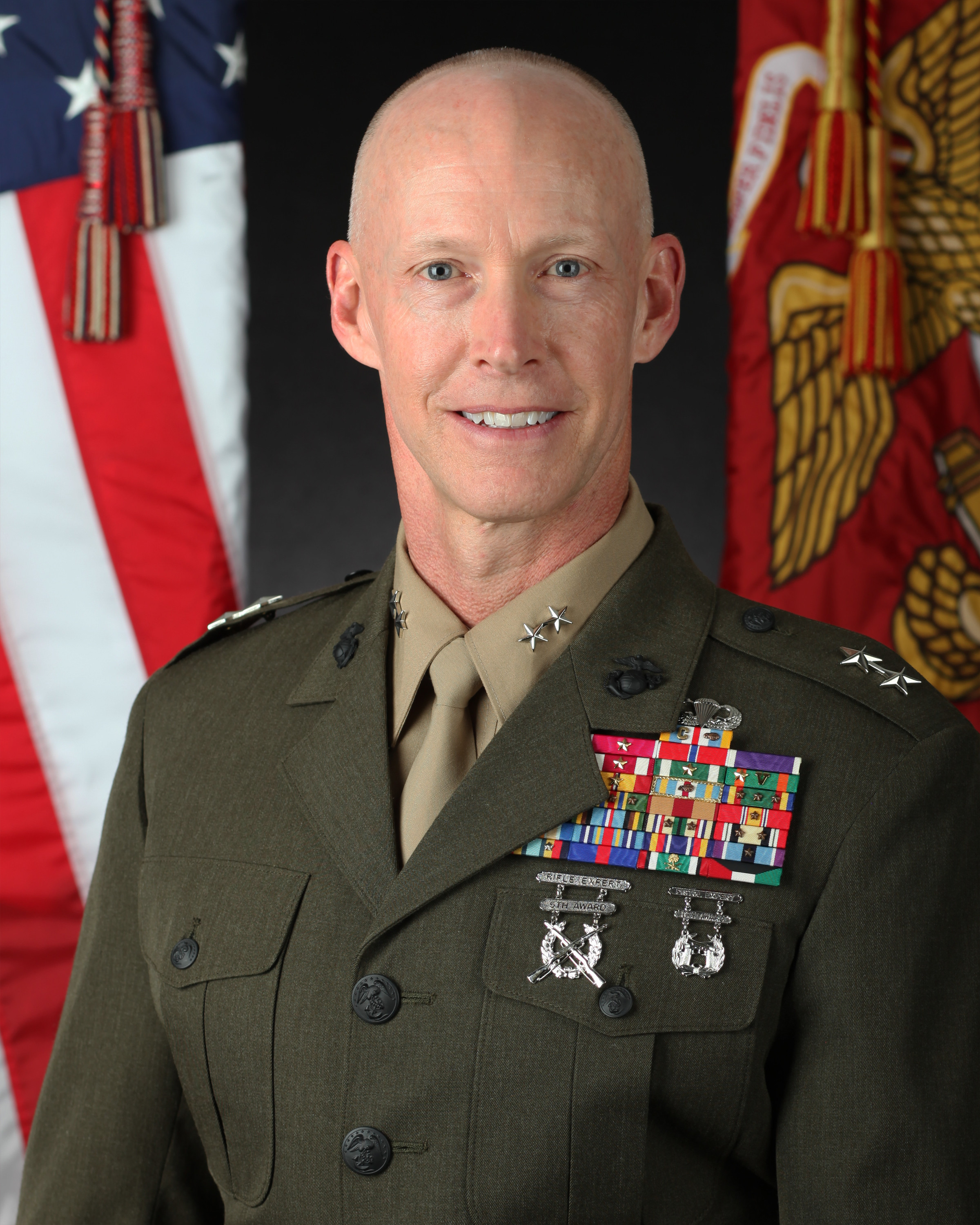
James F. Glynn (2020)

James F. Glynn (* in Albany, New York) ist ein Lieutenant General des United States Marine Corps.
Glynn war in den Jahren 2018 bis 2020 Kommandeur des Marine Corps Recruit Depot Parris Island. In den Jahren 2020 bis 2022 war er Kommandeur des United States Marine Corps Forces Special Operations Command. Seit 2022 ist er als Deputy Commander des Marine Corps verantwortlich für Personal und Reserven.
Aufgrund seiner Erfahrungen in der Operation Inherent Resolve und der Schlacht um Mossul erhielt er mehrere Auszeichnungen: Iraq Campaign Medal mit 2 Bronze Service Stars, Inherent Resolve Campaign Medal mit Service Stars, Global War on Terrorism Expeditionary Medal sowie	Global War on Terrorism Service Medal. Aufgrund seiner Verdienste im Zweiten Golfkrieg (ab 16. Januar 1991) erhielt er die Kuwait Liberation Medal (Saudi-Arabien) und die Kuwait Liberation Medal (Kuwait).
Wegen seiner Verdienste um den Kampf gegen die IS wurde er am 23. Oktober 2023 von US-Präsident Joe Biden nach Israel geschickt.

## Ausbildung
Im Jahre 1989 schloss Glynn sein Studium an der United States Naval Academy mit einem Bachelor of Science ab. Im Studiengang National Security Affairs am United States Army War College erhielt er einen Master of Science. Auch den Studiengang Military Studies am Marine Corps Command and Staff College schloss er mit einem Master of Science ab. Er ist Absolvent der Marine Corps Amphibious Warfare School.

## Auszeichnungen und Ehrenabzeichen
Auswahl der Auszeichnungen, sortiert in Anlehnung der Order of Precedence of the Military Awards:
|  | Defense Superior Service Medal mit "C" und Bronze-Eichenlaub               |
|  | Legion of Merit mit Gold Award Star                                        |
|  | Bronze Star Medal                                                          |
|  | Purple Heart                                                               |
|  | Meritorious Service Medal mit Gold Award Star                              |
|  | Navy & Marine Corps Commendation Medal mit Gold Award Star                 |
|  | Navy & Marine Corps Achievement Medal mit Bronze "V" sowie Gold Award Star |
|  | Combat Action Ribbon mit Gold Award Star                                   |
|  | Joint Meritorious Unit Award mit Bronze-Eichenlaub                         |
|  | Navy Unit Commendation mit 3 Bronze Service Stars                          |
|  | Navy Meritorious Unit Commendation mit 3 Bronze Service Stars              |
|  | Marine Corps Expeditionary Medal                                           |
|  | National Defense Service Medal mit Bronze Service Star                     |
|  | Armed Forces Expeditionary Medal                                           |
|  | Southwest Asia Service Medal mit 2 Bronze Service Stars                    |
|  | Iraq Campaign Medal mit 2 Bronze Service Stars                             |
|  | Inherent Resolve Campaign Medal mit Service Star                           |
|  | Global War on Terrorism Service Medal                                      |
|  | Humanitarian Service Medal mit Bronze Service Stars                        |
|  | Navy Sea Service Deployment Ribbon mit Silber und Bronze Service Stars     |
|  | Marine Corps Recruiting Service Ribbon                                     |
|  | Kuwait Liberation Medal (Saudi Arabia)                                     |
|  | Kuwait Liberation Medal (Kuwait)                                           |